# Mohamed Mesud
Mohamed Mesud (en amharique : መስኡድ መሀመድ), né le 18 février 1990, est un footballeur international éthiopien, qui joue au poste de milieu de terrain au Jimma Aba Jifar.

## Biographie
Mesud joue avec l'équipe de l'Ethiopian Coffee et remporte de nombreux trophées nationaux comme la Coupe d'Éthiopie en 2008 et 2011 ou encore le Championnat d'Éthiopie en 2011.
Il commence à jouer pour la sélection éthiopienne lors des qualifications pour la Coupe du monde de football 2010. Il marque son premier but en sélection, contre la Mauritanie, lors de ces éliminatoires.
Il dispute ensuite la Coupe d'Afrique des nations 2021 qui se déroule au Cameroun.

## Palmarès
Ethiopian Coffee
- Championnat d'Éthiopie (1) :
  - Champion : 2010-11.

- Coupe d'Éthiopie (2) :
  - Vainqueur : 2007-08 et 2010-11.

- Coupe d'Éthiopie (2) :
  - Vainqueur : 2008 et 2011.